# Transformers: Animated
Transformers: Animated ist eine US-amerikanische Zeichentrickserie, die auf dem Transformers-Franchise basiert.
Nach dem eher schlechten Erfolg der letzten Transformers-Serie, Transformers: Cybertron, wurde anstelle einer neuen Anime-Adaption des Franchises das erste Mal seit der Generation-1-Serie eine klassisch US-amerikanische Zeichentrickserie produziert. Produziert wurde die Serie von Cartoon Network; animiert wurde sie von MOOK DLE, The Answer Studio und Studio 4°C.
Das erste Mal ausgestrahlt wurde die Serie am 26. Dezember 2007 auf dem US-Sender Cartoon Network mit einem Zusammenschnitt der ersten 3 Folgen als 60-minütiger Pilotfilm.

## Handlung
Optimus Prime, Bumblebee und die restlichen Autobots kämpfen gegen Megatron und seine bösartigen Decepticons im futuristischen Detroit um ein mächtiges Artefakt, den AllSpark.
Im späteren Verlauf wird der AllSpark in mehrere Fragmente gesprengt, welche normale Maschinen in Transformer verwandelt und die sich entscheiden müssen, auf welche Seite sie sich schlagen.

## Hauptcharaktere

### Autobots
Optimus Prime
Nachdem Optimus die Autobot-Uni erfolgreich absolviert hatte, wurde er zusammen mit Elita-1 und Sentinel auf eine Forschungsmission geschickt. Sie landeten auf einem verbotenen Planeten. Optimus lehnte sich gegen Sentinels Willen, den Planeten zu erforschen, auf, Sentinel aber ging mit Elita-1 allein, worauf Optimus gezwungen wird, mitzukommen und sie zu beschützen. Durch einen Unfall wird Elita-1 während des Aufenthalts (augenscheinlich) getötet und als er vor das Gericht gestellt wird, zieht Optimus alle Schuld auf sich. So kann Ultra Magnus ihm keinen Beitritt zur Elitegarde gewähren. Da Magnus ihn jedoch für etwas Besonderes hielt, lässt er ihm seinen Titel als Prime, weist ihm ein Team von Weltraumbrückenreparateuren zu und gibt ihm sein eigenes Schiff. Bei einer der Weltraumbrücken findet er und sein Team den AllSpark, welchen sie vor den Decepticons schützen müssen. Er ist der Anführer der Autobots auf der Erde und verabscheut den Kampf.
Ratchet
Zu Zeiten des Kriegs der Welten musste Ratchet einen Sicherheitsagenten, welcher geheime Codes in sich trug, den Autobot namens Arcee, vor den Decepticons retten. Sie wurde zusammen mit Ratchet von Lockdown, einem Kopfgeldjäger, gefasst. Damit die Sicherheitscodes nicht in die Hände der Decepticons fallen würden, musste Ratchet Arcees Festplatte löschen. Ratchet ist der Medi-Bot der Gruppe. Er ist zwar ein hervorragender Mechaniker, doch immer sehr verärgert über jede Kleinigkeit.
Bumblebee
Durch seine nervtötende Art und seine Leichtsinnigkeit bringt er seine Autobot-Kameraden immer wieder in Schwierigkeiten. Er ist von der menschlichen Kultur fasziniert und liebt es zusammen mit Sari fernzusehen oder sich mit anderen Autofahrern ein Rennen zu liefern.
Bulkhead
Er ist der größte und stärkste der, auf der Erde bruchgelandeten, Autobots. Er ist tollpatschig und etwas schwer von Begriff, dafür kann man aber immer auf ihn zählen, wenn es Probleme gibt. Auf der Erde findet er ein Hobby: das Malen.
Wie sich später herausstellt, ist er Cybertrons bester Experte für Weltraumbrücken, was ihm aber keiner recht glauben will. Genau wie Bumblebee war Sentinel sein Sgt. bei seiner Ausbildung. Nach der Ausbildung trat er seinen Traumjob an: Weltraumbrückenmechaniker.
Prowl
Er ist ein schweigsamer Einzelgänger, der nur sich selbst vertraut. Er ist von organischen Lebensformen fasziniert und liebt es sie zu beobachten.
Ultra Magnus
Er ist der oberste Anführer der Autobots und Kommandant der Elitegarde. Als Bot kämpfte er mit einem Elektrohammer und transformiert zu einem Raketenabschussfahrzeug. Sein Emblem hat wie alle der Garde 2 Flügel.
Jazz
Jazz ist Mitglied der Elitegarde und Ultra Magnus sehr ergeben. Als Sentinel ihm erzählte, dass Organismen Schleim ausspucken könnten, der sich durch Panzer schmilzt, bekam er Angst vor Menschen. Als Waffe hatte er vier Laser und er war Champion in der Cybertron-Ninjaschule.

### Decepticons
Megatron
Er ist der Anführer der Decepticons und tut alles dafür, dass sie Cybertron beherrschen. Am Anfang der Serie wird er durch das Attentat von Starscream, den Kampf gegen die Autobots und dem daraus resultierenden Sturz durch die Atmosphäre so schwer beschädigt, dass anscheinend nur noch sein Kopf halbwegs Intakt ist. Nach seiner Reinkarnation transformiert er in einen Helikopter, der seine Schwerter als Rotoren und Sein Blaster, der im Robotmodus an seinem rechten Arm befestigt ist, als Bordkanone verwendet.
Starscream
Er ist Megatron treu ergeben, doch er nutzt jede Gelegenheit, um Anführer der Decepticons zu werden. Aus diesem Grund hintergeht er Megatron und ist deshalb an seinem jetzigen Zustand maßgeblich Schuld, weshalb er von Megatron mit dem Schlüssel getötet wird. Doch als der ALLSpark explodiert, dringt ein großes Fragment von ihm in ihn ein und er wird deshalb zu einer Art Zombie, der immer wieder aufersteht.

## Episodenliste
| Episode   | Deutscher Titel                     | Erstausstrahlung (DE) | Originaltitel                   | Erstausstrahlung (USA) |
| --------- | ----------------------------------- | --------------------- | ------------------------------- | ---------------------- |
| 01 (1-01) | Transformieren und Abfahrt – Teil 1 | 3. Mai 2008           | Transform and Roll Out – Part 1 | 26. Dezember 2007      |
| 02 (1-02) | Transformieren und Abfahrt – Teil 2 | 10. Mai 2008          | Transform and Roll Out – Part 2 | 26. Dezember 2007      |
| 03 (1-03) | Transformieren und Abfahrt – Teil 3 | 17. Mai 2008          | Transform and Roll Out – Part 3 | 26. Dezember 2007      |
| 04 (1-04) | Megatrons Rückkehr                  | 24. Mai 2008          | Home Is Where the Spark Is      | 5. Januar 2008         |
| 05 (1-05) | Der Säureangriff                    | 31. Mai 2008          | Total Meltdown                  | 16. Februar 2008       |
| 06 (1-06) | Drachenkämpfer                      | 7. Juni 2008          | Blast From the Past             | 12. Januar 2008        |
| 07 (1-07) | Der Kopfgeldjäger                   | 14. Juni 2008         | Thrill of the Hunt              | 18. Januar 2008        |
| 08 (1-08) | Die Turbo-Düsen                     | 2. Juli 2008          | Nanosec                         | 26. Januar 2008        |
| 09 (1-09) | Im Netz der Spinne                  | 21. Juni 2008         | Along Came a Spider             | 9. Februar 2008        |
| 10 (1-10) | Schall und Rauch                    | 28. Juni 2008         | Sound and Fury                  | 23. Februar 2008       |
| 11 (1-11) | Die alten Waffen                    | 5. Juli 2008          | Lost and Found                  | 1. März 2008           |
| 12 (1-12) | Saris Entführung                    | 8. Juli 2008          | Survival of the Fittest         | 8. März 2008           |
| 13 (1-13) | Das irre Genie                      | 9. Juli 2008          | Headmaster                      | 15. März 2008          |
| 14 (1-14) | Der Ruf der Natur                   | 10. Juli 2008         | Nature Calls                    | 22. März 2008          |
| 15 (1-15) | Megatrons Auferstehung – Teil 1     | 11. Juli 2008         | Megatron Rising – Part 1        | 29. März 2008          |
| 16 (1-16) | Megatrons Auferstehung – Teil 2     | 14. Juli 2008         | Megatron Rising – Part 2        | 5. April 2008          |

| Episode   | Deutscher Titel             | Erstausstrahlung (DE) | Originaltitel                         | Erstausstrahlung (USA) |
| --------- | --------------------------- | --------------------- | ------------------------------------- | ---------------------- |
| 17 (2-01) | Die Elitegarde              | 15. Juli 2008         | The Elite Guard                       | 19. April 2008         |
| 18 (2-02) | Headmasters Rückkehr        | 16. Juli 2008         | Return of the Headmaster              | 26. April 2008         |
| 19 (2-03) | Mission erfüllt             | 17. Juli 2008         | Mission Accomplished                  | 3. Mai 2008            |
| 20 (2-04) | Die Müll-Bots               | 18. Juli 2008         | Garbage In, Garbage Out               | 10. Mai 2008           |
| 21 (2-05) | Schneller als der Wind      | 21. Juli 2008         | Velocity                              | 17. Mai 2008           |
| 22 (2-06) | Bulkheads neue Freunde      | 22. Juli 2008         | Rise of the Constructicons            | 24. Mai 2008           |
| 23 (2-07) | Der doppelte Starscream     | 23. Juli 2008         | A Fistful of Energon                  | 31. Mai 2008           |
| 24 (2-08) | Der Zeitblocker             | 24. Juli 2008         | S.U.V. – Society of Ultimate Villainy | 7. Juni 2008           |
| 25 (2-09) | Der Spion-Bot               | 25. Juli 2008         | Autoboot Camp                         | 14. Juni 2008          |
| 26 (2-10) | Schwarzer Freitag           | 28. Juli 2008         | Black Friday                          | 21. Juni 2008          |
| 27 (2-11) | Sari – Allein zu Haus       | 29. Juli 2008         | Sari, No One's Home                   | 28. Juni 2008          |
| 28 (2-12) | Die Weltraumbrücke – Teil 1 | 30. Juli 2008         | A Bridge Too Close – Part 1           | 5. Juli 2008           |
| 29 (2-13) | Die Weltraumbrücke – Teil 2 | 31. Juli 2008         | A Bridge Too Close – Part 1           | 5. Juli 2008           |

| Episode   | Deutscher Titel | Erstausstrahlung (DE) | Originaltitel               | Erstausstrahlung (USA) |
| --------- | --------------- | --------------------- | --------------------------- | ---------------------- |
| 30 (3-01) | -               | -                     | Transwarped – Part 1        | 14. März 2009          |
| 31 (3-02) | -               | -                     | Transwarped – Part 2        | 14. März 2009          |
| 32 (3-03) | -               | -                     | Transwarped – Part 3        | 14. März 2009          |
| 33 (3-04) | -               | -                     | Three's A Crowd             | 21. März 2009          |
| 34 (3-05) | -               | -                     | Where Is Thy Sting          | 28. März 2009          |
| 35 (3-06) | -               | -                     | Five Servos of Doom         | 4. April 2009          |
| 36 (3-07) | -               | -                     | Predacons Rising            | 11. April 2009         |
| 37 (3-08) | -               | -                     | Human Error – Part 1        | 18. April 2009         |
| 38 (3-09) | -               | -                     | Human Error – Part 2        | 25. April 2009         |
| 39 (3-10) | -               | -                     | Decepticon Air              | 2. Mai 2009            |
| 40 (3-11) | -               | -                     | This is Why I Hate Machines | 9. Mai 2009            |
| 41 (3-12) | -               | -                     | Endgame – Part 1            | 16. Mai 2009           |
| 42 (3-13) | -               | -                     | Endgame – Part 2            | 23. Mai 2009           |

## Synchronisation
Die deutsche Fassung wurde von TV+Synchron Berlin produziert. Dialogbuch führt Peter Krone und Synchronregie Rene Eigendorff.
| Rolle                            | Englische Synchronsprecher | Deutsche Synchronsprecher                     |
| Autobots                         | Autobots                   | Autobots                                      |
| -------------------------------- | -------------------------- | --------------------------------------------- |
| Optimus Prime                    | David Kaye                 | Bernd Vollbrecht                              |
| Arcee                            | Susan Blu                  | Silvia Mißbach                                |
| Blurr                            | John Moschitta             | Gerald Schaale                                |
| Bulkhead                         | Bill Fagerbakke            | Tilo Schmitz                                  |
| Bumblebee                        | Bumper Robinson            | Santiago Ziesmer                              |
| Grimlock                         | David Kaye                 | Dieter Memel                                  |
| Ironhide                         | Corey Burton               | Kaspar Eichel                                 |
| Jazz                             | Phil LaMarr                | Jens-Uwe Bogadtke                             |
| Prowl                            | Jeff Bennett               | Lutz Schnell                                  |
| Ratchet                          | Corey Burton               | Horst Lampe                                   |
| Sentinel Prime                   | Townsend Coleman           | Peter Reinhardt                               |
| Ultra Magnus                     | Jeff Bennett               | Gerald Paradies                               |
| Wasp                             | Tom Kenny                  | Jaron Löwenberg                               |
| Wreck-Sauger (Wreck-Gar)         | Weird Al Yankovic          | Joachim Kaps                                  |
| Decepticons                      |                            |                                               |
| Megatron                         | Corey Burton               | Jan Spitzer                                   |
| Black Arachnia                   | Cree Summer                | Christin Marquitan                            |
| Blitzwing                        | Bumper Robinson            | Rainer Doering                                |
| Lockdown                         | Lance Henriksen            | Kaspar Eichel                                 |
| Lugnut                           | David Kaye                 | Uwe Jellinek                                  |
| Mixmaster                        | Jeff Bennett               | Reinhard Scheunemann                          |
| Scrapper                         | Tom Kenny                  | Jörg Hengstler                                |
| Shockwave                        | Corey Burton               | Helmut Gauß                                   |
| Soundwave                        | Jeff Bennett               | Jaron Löwenberg                               |
| Starscream                       | Tom Kenny                  | Stefan Staudinger                             |
| Swindle                          | Fred Willard               | Dieter Memel                                  |
| Menschen                         |                            |                                               |
| Sari Sumdac                      | Tara Strong                | Tanja Schmitz-Kemmerling                      |
| Angry Archer                     | Jeff Bennett               | Kaspar Eichel                                 |
| Captain Fanzone                  | Jeff Bennett               | Axel Lutter                                   |
| Headmaster (Henry Masterson)     | Alexander Polinsky         | Alexander Doering                             |
| Meltdown                         | Peter Stormare             | Rainer Doering                                |
| Nanosec (Nino Sexton)            | Brian Posehn               | Gunnar Helm                                   |
| Porter C. Powell                 | Bumper Robinson            | Klaus Lochthove                               |
| Professor Princess               | Kath Soucie                | Carmen Katt                                   |
| Professor Sumdac                 | Tom Kenny                  | Johannes Berenz                               |
| Koloss von Rhodos (Syrus Rhodes) | Corey Burton               | Gunnar Helm (Normal) Gerald Paradies (Gigant) |
| Slo-Mo                           | Tara Strong                | Silvia Mißbach                                |